# In the Grass
In the Grass — en español: En la hierba — es el único álbum de la banda de post-grunge neoyorquina Splendora, lanzado en 1995 por Koch Records.

## Lista de canciones
1. "Bee Stung Lips" – 2:30
2. "Rat Fink" – 4:16
3. "Breeze" – 3:25
4. "Rocker" – 3:28
5. "Beautiful" – 3:29
6. "Pollyanna" – 3:48
7. "Reanimator" – 3:20
8. "Shirt On" – 4:04
9. "Sever" – 3:54
10. "Rattle" – 2:28
11. "Cover the River" – 3:43
12. "No Place" – 4:25
13. "It's Great" – 4:15
14. "Busted" – 4:57